# OKITAC
OKITAC(オキタック)は、沖電気が自社製コンピュータに使用している商標。"OKI Transister Automatic Computer"から。

## 黎明期
沖電気のコンピュータ開発は、1955年に通産省（現経産省)の指導で電波技術協会内に設置された電子計算機調査委員会(後に日本電子工業振興協会に移管された)によるコンピュータの共同開発への参加から始まった。沖電気の担当は紙テープリーダーやラインプリンタなどの周辺機器を開発した。特にラインプリンタは1959年、パリのコンピュータ展示会(Automath)に出品され、注目を浴びた。1959年にコンピュータ本体の試作としてOPC-1が開発された。これはパラメトロンを使用したものである。
その後、トランジスタを使用したコンピュータを製品化するべく、磁気ドラムメモリを使用した OTC-6020 と磁気コアメモリを使用したOKITAC 5080の開発が並行して行われた。しかし、OTC-6020 は故障が多いため開発は中止され、OKITAC 5080 が1960年に完成することとなった。これを商用化するために設計し直したものがOKITAC 5090Aとして1961年に発表された。5090は接続される周辺装置によってA,B,C,Dの四機種に分かれている。また、1962年には5090A型をベースとして制御用のOKITAC 5090Pが開発された。
OKITAC 5090 には、システム記述言語のOKISIP、ALGOL系言語のOKIPALとALGLIP、FORTRAN系言語のOKIARTがある。5090は発表後1年で30台、2年で120台の受注があり、当時としてはベストセラーとなった。
OPC-1 (1959年)
パラメトロン6000個使用。BCD9桁を1ワードとする固定/浮動小数点式。磁気ドラムメモリで1000ワード。
OKITAC 5080 (1960年)
トランジスタ4000個使用。BCD10桁+符号を1ワードとする固定小数点式。磁気コアメモリで最大2000ワード。
OKITAC 5090A～D (1961年)
BCD12桁(+符号ビット,パリティビット)を1ワードとする。1ワードに2命令格納。メモリは最大4000ワード。
OKITAC 5090P (1962年)
制御用

## メインフレーム
5090が好調だったため、1963年に後継機種OKITAC 5090Mが発表された。チャネル・コントローラ方式を採用して割り込み機能を強化し、主記憶容量を倍増したものである。OKITAC 5090M はFONTACのサブシステムに使用された。さらに1962年から開発を開始した大型コンピュータOKITAC 5090HもM型とほぼ同時期に完成している。H型ではCOBOLも動作した。H型は九州大学など各地の大学などで採用された。しかし、大規模であったがために部品点数も膨大となり、信頼性に問題があった。
また、5090シリーズと同時期に小型メインフレームとしてOKITAC 5000とOKITAC 7000も登場している。OKITAC 5000は事務処理向けで、伝票作成用言語MICSや複数端末のリアルタイム制御モニタMOSなどを備えていた。OKITAC 7000は科学技術計算向けである。こちらは1966年にIC化して性能向上を図っている。
1968年、OKITAC 5000 の後継となるOKITAC 6000を発表した。完全IC化された十進計算機である。また、同じころOKITAC 7700などのデータ通信機能を強化したシステムを発表している。
1968年ごろから開発を開始した超大型機OKITAC 8000はSystem/360上位機(65)への対抗を意識したものである。特に入出力インターフェイスをIBM互換にし、周辺機器が流用できるようにした。信頼性向上のための様々な機能も盛り込んでいる。しかし、これは後述する沖ユニバック社との製品戦略の整合性問題で製品としては出荷されずに終わった。同時に通産省指導による三菱電機とのグループ化の影響もあったとも思われるが定かではない。いずれにしても三大コンピューターグループの中で沖電気は唯一周辺機器開発に徹することとなった。
OKITAC 5090M (1963年)
BCD12桁+符号ビットによるワード構成。1ワード2命令。メモリは磁気コアメモリで8000ワード。
OKITAC 5090H (1963年)
42ビットワード。アキュムレータ17本、インデックスレジスタ15本。豊富なアドレッシングモード。
OKITAC 7000 (1963年)
25ビットワード。メモリは磁気コアで最大64Kワード。浮動小数点演算機構。
OKITAC 5000 (1963年)
バイトマシン。磁気コアメモリと磁気ドラムメモリを備える。
OKITAC 6000 (1968年)
完全IC化。BCD。
OKITAC 7700 (1968年)
主記憶は512Kワード。CPUと通信制御プロセッサ、コンソールプロセッサで構成される。
OKITAC 8000 (1971年完成)
32ビットワード。主記憶は最大256Kワードの高速メモリと最大768Kワードの一般メモリ。2プロセッサ。メモリインターリーブ。

### 沖ユニバック
沖電気は1963年、スペリーランドとコンピュータに関する技術提携契約を締結した。ただし、その契約には日本での合弁会社設立が含まれていたのである。このため、沖ユニバック株式会社が1963年11月に設立された。資本比率は沖電気の方が多いものの、基本的にはUNIVACの製品を日本で生産して販売する会社である。このため、沖電気は沖ユニバックと競合しない隙間を縫って自社製品を開発するしかなくなった。そして、1971年には開発中だった8000を発売することなくメインフレームから事実上撤退したのである。沖ユニバックは1989年に沖ユニシスと社名を変更。1996年、ユニシスが持ち株を沖電気に譲渡して沖電気の100%子会社となり、沖アドバンスト・システムズと社名を変更。1997年には沖電気本体に取り込まれることとなった。なお、スペリーやバロースも早くから日本での子会社を持っており、沖ユニバックが唯一の日本での販売チャネルというわけではなかった。日本ユニシス株式会社は両社の日本子会社が合併して1988年に発足している。

## オフィスコンピュータ
OKIMINITAC5000 (1966年)
可変長ワード。磁気コアメモリ16Kバイト。磁気ドラムメモリ67Kバイト。
OKIMINITAC500 (1967年)
端末機。プラグボードによるプログラミング。
OKIMINITAC710 (1971年)
全面IC化。
OKITAC System 9 シリーズ (1976年)
System 50 をベースとしている。
OKITAC System 11 シリーズ (1986年)

## ミニコンピュータ

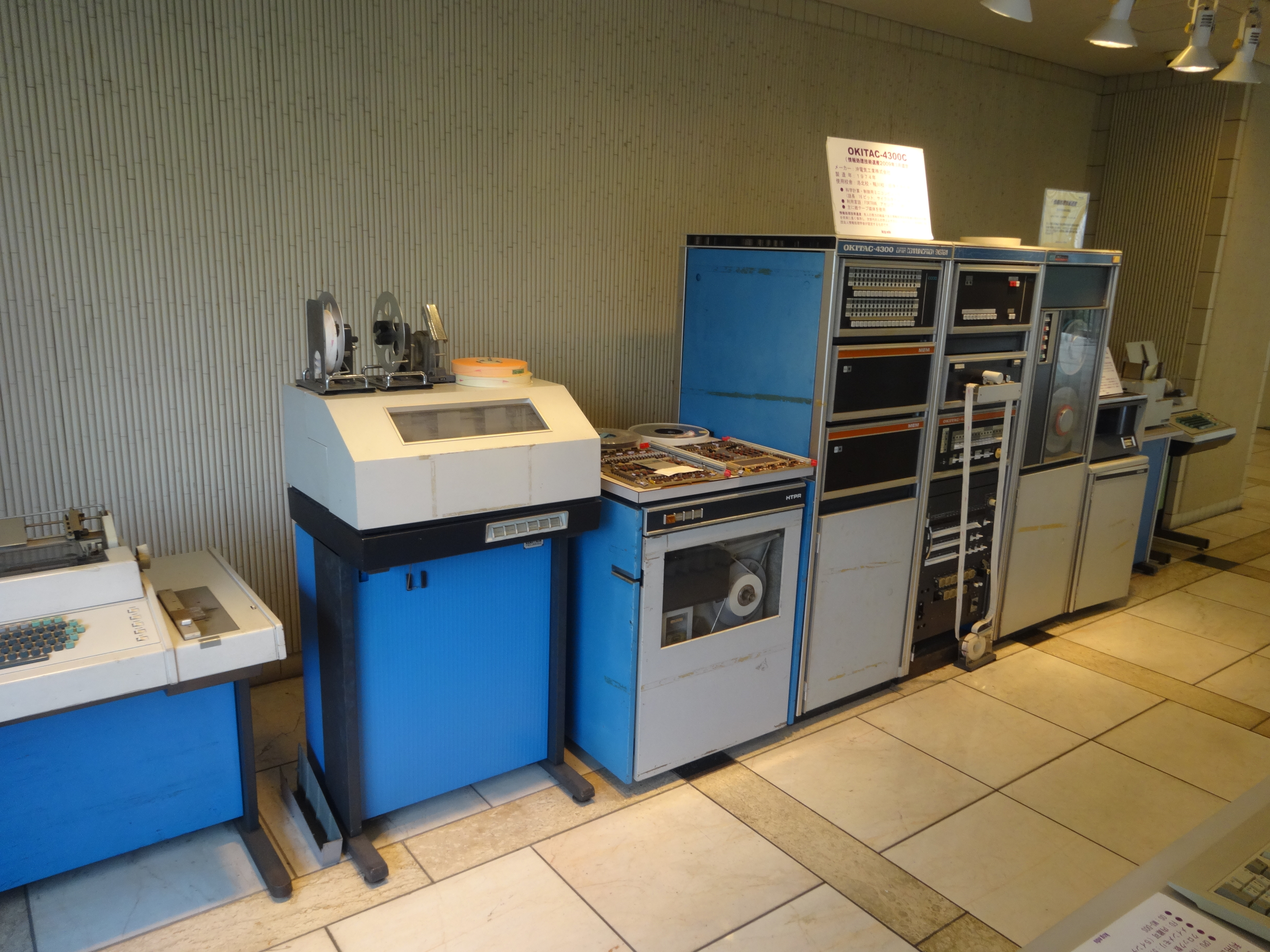
沖電気ミニコン OKITAC-4300C

沖ユニバックとの関係でなかなか開発が思うに任せない沖電気は、ミニコンピュータに活路を見出した。1968年に発表したOKITAC 4300は「1万ドルのミニコン」と評判を呼び、後継機種は1980年ごろまで続いた。上位機種のOKITAC 4500は1970年に発表された。
1975年、データ通信機能を強化したOKITAC System 50シリーズを発表。分散処理やオンラインシステムを指向したシステムである。オペレーティングシステムにはDOS(Disk Oriented System)やMOS(Memory Oriented System)があり、DOS上ではタイムシェアリングシステムが動作し、MOSはメモリだけで動作するリアルタイム指向のOSとなっていた。1982年には仮想記憶をサポートしたOKITAC System 50Vシリーズを発表。16ビットCPUのまま24ビットの仮想アドレス空間をサポートするため、ややトリッキーなアドレス指定方式になっている。
OKITAC 4300 シリーズ (1968年)
16ビットワード。メモリは磁気コアメモリで最大32Kワード。最後の後継機 4300a(1980年)はメモリも含めて完全LSI化したもの。
OKITAC 4500 シリーズ (1970年)
16ビットワード。メモリは最大65Kワード。
OKITAC System 50シリーズ (1975年)
16ビットワード。汎用レジスタ8本。浮動小数点レジスタ2本。制御レジスタ8本。マイクロプログラム方式でWCS装備。リロケーションレジスタを使ったアドレス拡張(セグメント方式に類似しているが、論理アドレスの一部をプロセス間で共有する方式)。上位モデルでは完全なセグメント方式も搭載。
OKITAC System 50Vシリーズ (1982年)
16ビットワード。拡張制御レジスタ8本を追加。仮想アドレス24ビット。メモリは最大4Mバイト。2プロセッサまで。
OKITAC 7300
32ビットワード。INTEL i860
OKITAC 8300 (1988年)
32ビットワード。INTEL I860
2006年現在では、ヒューレット・パッカードからのOEM製品(OKITAC 9000シリーズ)とサン・マイクロシステムズからのOEM製品(OKITAC Sシリーズ)にOKITACの名が使われ続けている。